# Ruslan Uzakov
Ruslan Uzakov (ros. Руслан Яркулович Узаков, Rusłan Jarkułowicz Uzakow; ur. 6 marca 1967, Uzbecka SRR) – uzbecki piłkarz, grający na pozycji obrońcy, były reprezentant Uzbekistanu. Posiada również obywatelstwo rosyjskie.

## Kariera piłkarska

### Kariera klubowa
W 1987 rozpoczął karierę piłkarską w składzie Zarafshon Navoiy, skąd w 1991 przeszedł do Paxtakora Taszkent. Na początku 1992 został zaproszony do ukraińskiego Torpeda Zaporoże. Latem 1993 przeniósł się do Szachtara Donieck. Na początku 1994 wyjechał do Rosji, gdzie został piłkarzem klubu Szachtior Szachty. W latach 1995–2004 bronił barw Nosty Nowotroick, z wyjątkiem sezonu 2002, kiedy występował w Gazowiku Orenburg. W 2004 w wieku 37 lat zakończył karierę piłkarską.

### Kariera reprezentacyjna
W latach 1997–1999 występował w reprezentacji Uzbekistanu, w której rozegrał 3 spotkania.

## Kariera trenerska
Po zakończeniu kariery zawodniczej rozpoczął karierę trenerską. Od 2005 trenował dzieci w DJuSSz Nosta Nowotroick.

## Sukcesy i odznaczenia

### Sukcesy klubowe
- wicemistrz Ukrainy: 1994